# Психоделічний рок
Психоделічний рок  — різноманітний стиль рок-музики, який виник під впливом психоделічної культури, або породжений нею, і зосереджений навколо галюциногенних препаратів, що змінюють свідомість. Один із різновидів психоделічної музики. Завдання цієї музики — відтворити і посилити стан зміненої свідомості, викликаний вживанням психоделічних наркотиків, особливо ЛСД. Багато психоделічних гуртів досить сильно відрізняються між собою і цей термін часто застосовують помилково.
Виникнувши в середині 1960-х років у середовищі британських і американських музикантів, звуки психоделічного року відтворюють три основні ефекти ЛСД: деперсоналізацію, дехронізацію та динамізацію; всі вони відокремлюють того, хто вживає цю речовину, від реальності. В музичному плані ці ефекти можна відтворити за допомогою нових студійних видумок, електронних або незахідних інструментів, диз'юнктивних пісенних структур та розширених інструментальних сегментів. На початку 1960-х років психоделічні рок-музиканти опиралися на фолк, джаз і блюз, тоді як інші демонстрували явний вплив Індійської класичної музики і це відгалуження називалося «рага-рок». У 1960-х роках існувало два основних варіанти жанру: ексцентричний британський психоделічний поп і важчий американський ейсид-рок західного узбережжя. Хоча часом «ейсід-рок» вживають як синонім «психоделічного року», але водночас він стосується саме важчих і більш екстремальних представників жанру.
Пік психоделічного року припадає на період між 1966 і 1969 роками, коли відбулись надзвичайно важливі заходи, зокрема, Літо кохання 1967 року і рок-фестиваль Вудсток 1969 року, після чого він став міжнародним музичним рухом, який широко асоціювався з контркультурою 60-тих. Потім ця течія почала занепадати в міру зміни ставлення, втрати деяких ключових осіб і повернення до витоків руху. Учасники, що залишились, перейшли до нових музичних стилів. Жанр став мостом від раннього блюзу і фолк-року до прогресивного року і хард-року, і, як наслідок, сприяв розвиткові таких суб-жанрів, як важкий метал. Від кінця 1970-х років відроджувався у вигляді різноманітних форм неопсиходелії.

## Визначення
Як музичний стиль психоделічний рок намагався відтворити і посилити дію на психіку галюциногенних речовин, увібравши нові електронні звукові ефекти і ефекти запису, розширені соло та імпровізації. Серед загальних рис:
- електрогітари, часто використовувані з фідбеком, wah-wah і блоком ефектів дисторшн;[3]
- складні студійні ефекти, такі як backmasking[en], panning[en], фейзинг, довгі петлі затримки і екстремальні реверберації;
- елементи східної музики[en], зокрема, індійської,
- незахідні інструменти, зокрема, ті, що спочатку використовувались в індійській класичній музиці[en], такі як ситара і табла; див. також електричний ситар
- елементи фрі-джазу
- виражена присутність клавішних, особливо електронних органів[en], клавесинів, або мелотронів (ранній стрічковий 'семплер');
- розширені інструментальні сегменти, особливо гітарні соло, або джеми;[4]
- розірвані пісенні структури, іноді зміни ключа і музичного розміру, ладові мелодії та бурдони;[4]
- електронні інструменти, такі як синтезатор і терменвокс;[5]
- тексти, які містять прямі і непрямі відсилання до галюциногенних наркотиків, наприклад, «Purple Haze» Джимі Гендрікса або «White Rabbit»Jefferson Airplane;[6]
- сюрреалістичні, химерні, езотеричні або надихнуті літературою, тексти пісень.[7] В них автор змальовує свої фантазії, галюцинації, уяви тощо. Переважно пісні такого типу вирізняються великою кількістю епітетів, порівнянь, алегорій, гіпербол й прислівників. Інколи речення в піснях такого типу бувають логічно не пов'язані між собою. Зазвичай в них є філософська думка[джерело?].

Термін «психоделічний» придумав у 1956 році психіатр Гемфрі Осмонд як альтернативний синонім для опису галюциногенних наркотиків у контексті психоделічної психотерапії. У міру розгортання в Сан-Франциско контркультурної сцени, терміни ейсид-рок і психоделічний рок вживали у 1966 році для опису нової музики, яка виникла під впливом таких речовин і вже були у широкому вжитку в 1967 році. Терміни психоделічний рок і ейсід-рок часто використовують як синоніми, але кислотний рок можна застосувати до більш екстремального варіанту, який був важчий, голосніший, спирався на довгі джеми, більше зосереджувався безпосередньо на ЛСД і ширше використовував ефект дісторшн.

## Початок психоделічної ери

### 1960-65: попередники і впливи

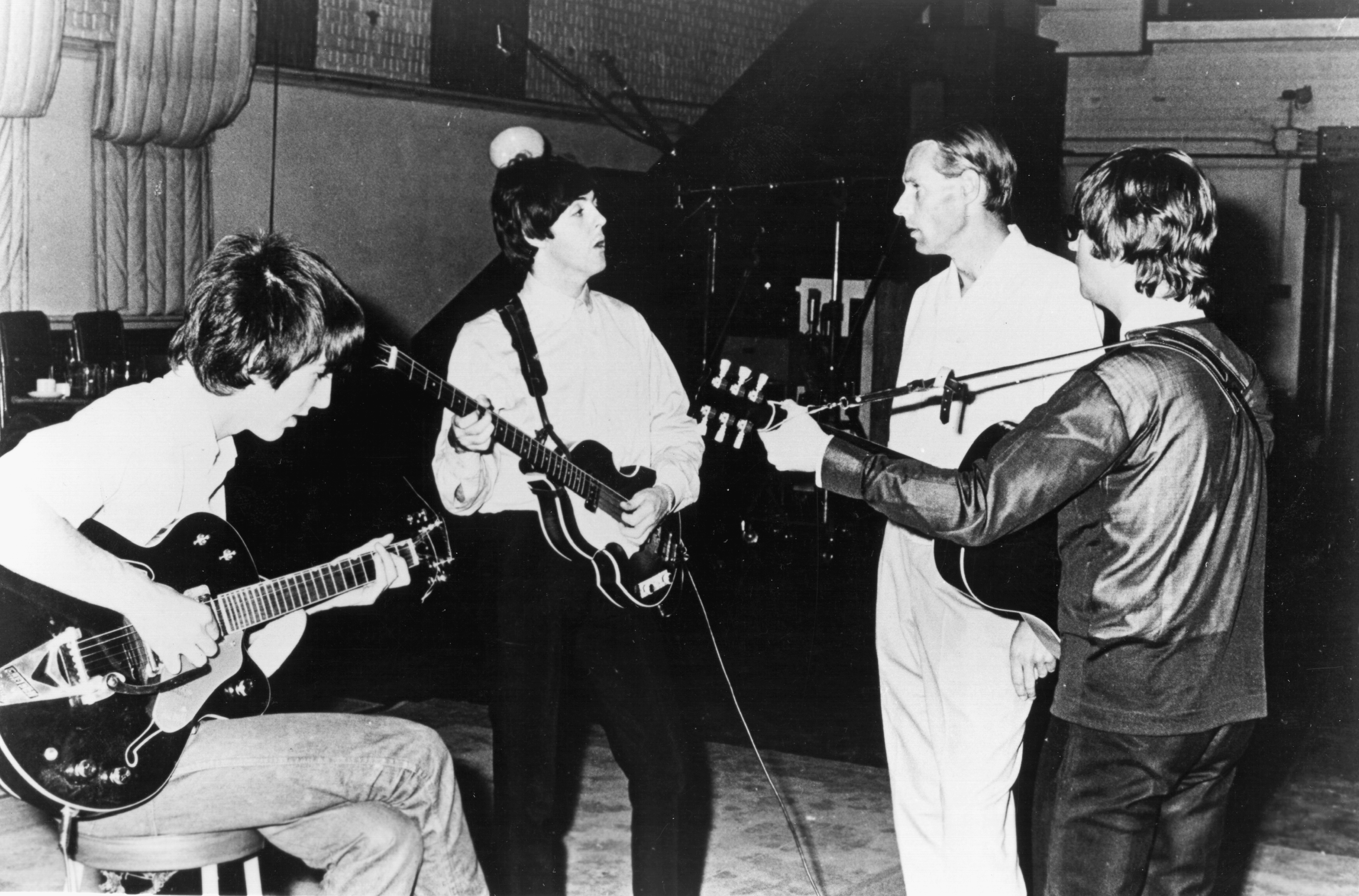
«The Beatles» працюють у студії з продюсером Джорджем Мартіном, близько 1965 року

У популярній музиці початку 1960-х років продюсери, композитори та інженери повсюдно вільно експериментували з музичними формами, аранжуваннями, неприродною реверберацією та іншими звуковими ефектами. Одними з найвідоміших прикладів є продюсерська формула Філа Спектора під назвою стіна звуку і використання Джо Міком зробленої вручну електроніки для таких артистів як The Tornados. Учасник гурту XTC Енді Партрідж характеризує музику психоделічних гуртів як «дорослішу» версію дитячих пісень новелті, вважаючи, що багато артистів намагалися наслідувати ті записи, на яких вони виросли; «вони використовують ті самі методи — прискорений біт, уповільнений біт, занадто багато відлуння, занадто багато реверберації, той біт йде назад. …There was no transition to be made. Ви йдете від таких речей, як 'Flying Purple People Eater' до 'I Am the Walrus'. Вони йдуть рука за руку». Музичний критик Річі Унтербергер вважає, що через це спроби «визначити» перший психоделічний альбом «майже так само нездійсненні, як намагатися назвати перший рок-н-рольний запис». Серед таких «притягнутих за вуха» назв інструментальна «Telstar» (яку 1962 року Мік спродюсував для Tornados) і «вкрай перевантажена реверберацією» «Any Way You Want It» (1964) гурту The Dave Clark Five. Перша згадка ЛСД на рок-записі трапилась в інструментальній композиції 1960 року в стилі серф «ЛСД-25» гурту The Gamblers. 1962 року сингл «The 2000 Pound Bee» гурту The Ventures містив дзижчання пропущеної через педаль «fuzztone» гітари і досліджував «можливості важкого транзисторизованого дісторшну» та інші ефекти, такі як поліпшення реверберації і відлуння, давши благодатний ґрунт лондонській рок-н-рольній сцені. До 1964 року fuzztone можна було почути на синглах P.J. Proby, а Beatles використовували фідбек у пісні «I Feel Fine», яка була їхнім 6-м поспіль хітом № 1 у Великій Британії.
Американський фолк-співак Боб Ділан справив величезний вплив на рок-музику середини 1960-х років. Він безпосередньо сприяв створенню фольк-року і психоделічних рок-музикантів, які були після цього, а його тексти були камертоном для психоделічних пісень кінця 1960-х років. Ситарист-віртуоз Раві Шанкар 1956 року розпочав місію, метою якої було принести індійську класичну музику на Захід. Він надихнув джазових, класичних і фолк-музикантів; і, до середини 1960-х, покоління молодих рок-музикантів, які зробили рага-рок частиною естетики психоделічного року і одним з безлічі пересічних культурних мотивів епохи. Між тим, британська народна музика, блюз, наркотики, джаз і східні впливи змішалися на початку 1960-х років у творчості Дейві Грема, який перейняв ладові налаштування гітари, щоб перенести індійські раги і кельтські ріли. Грем справив «глибокий вплив» на віртуоза шотландського фолку Берта Джанша та інших новаторських гітаристів у всьому спектрі стилів і жанрів середини 1960-х років. Джазовий саксофоніст і композитор Джон Колтрейн спричинив подібний ефект, оскільки екзотичні звуки його альбомів My Favorite Things (1960) і A Love Supreme (1964), останній під впливом раг Шанкара, були вихідним матеріалом для гітаристів та інших музикантів, які хотіли імпровізувати або «джемувати».

### 1965: початкові психоделічні сцени і звуки

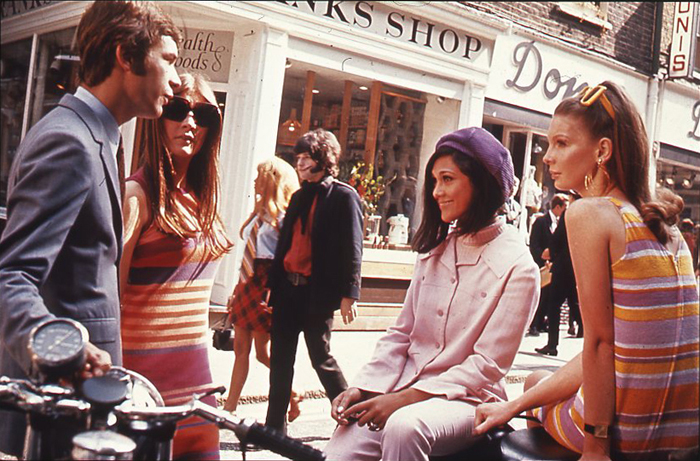
«Свінгуючий Лондон», Карнабі-стріт, близько 1966 року.

За словами музичного журналіста Беррі Майлза: «хіпі не просто з'явились за одну ніч, але 1965-й був першим роком, коли впізнаваний молодіжний рух почав виникати. Багато ключових „психоделічних“ рок-гуртів утворилися того року». На західному узбережжі підпільний хімік Огастус Овслі Стенлі III і Кен Кізі (разом зі своїми послідовниками, відомими як «Веселі бешкетники») допомогли тисячам людей здійснити безконтрольні тріпи під час «кислотних тестів» Кізі, а також у нових психоделічних танцювальних залах. У Британії Майкл Голлінгшід відкрив Світовий психоделічний центр, а такі поети Біт-покоління як Аллен Гінзберг, Лоуренс Ферлінгетті і Ґреґорі Корсо читали в Королівському Альберт-холі. Майлз додає: «ці читання стали каталізатором підпільної діяльності в Лондоні, оскільки люди раптом зрозуміли, як багато однодумців було навколо. Це був також рік, коли Лондон розквітнув пишними кольорами з відкриттям магазинів одягу Granny Takes a Trip і Hung On You.» Завдяки висвітленню в ЗМІ вживання ЛСД набуло поширення.
Моллі Лонгман з mic.com пише, що, з погляду встановлення взаємозв'язку між музикою і галюциногенами The Beatles та The Beach Boys були ключовими артистами епохи. 1965 року лідер Біч Бойз Браян Вілсон почав вивчати пісенну композицію, перебуваючи під впливом психоделічних наркотиків, а після того, як їх 1964 року Ділан познайомив їх з коноплями, члени гурту «The Beatles» почали вживати і ЛСД. Значний успіх цих двох гуртів дав їм свободу експериментувати з новими технологіями впродовж цілих альбомів. Продюсер Джордж Мартін, який був спочатку відомий як фахівець з комедійної музики і пісень новелті, відповів на запити Бітлз, надавши низку студійних видумок, які забезпечили гуртові провідну роль у розвитку психоделічних ефектів, , зокрема надихнутого наркотиками дзижчання на «Ticket to Ride» (1965).

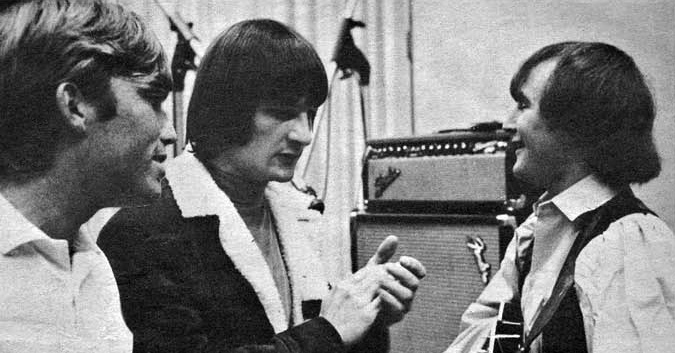
Продюсер Террі Мелчер в студії з музикантами The Byrds Джин Кларк і Девідом Кросбі, 1965

На думку Унтербергера The Byrds, що виникли з лос-анджелеської фолк-рокової сцени, і The Yardbirds з англійської блюзової сцени були більш відповідальними, ніж Бітлз, за «звучання психоделічної сирени». Вживання наркотиків і спроби психоделічної музики перейшли з акустичної музики на основі фолку до року невдовзі після того, як Byrds «увімкнули» електричні гітари і влітку 1965 року створили версію пісні Ділана «Mr. Tambourine Man», яка підкорила вершини чартів і стала фольк-роковим стандартом. Щодо Yardbirds, Унтербергер визначає лід-гітариста Джеффа Бека як того, хто «заклав основи психоделічної гітари», а гурт як такий, що визначив «маніакальну еклектику [психоделічного року]… Своїми зловісним мінорними мелодіями, гіперактивними інструментальними перервами (так званими рейв-апами) і використанням григоріанського співу.» На думку журналу Guitar Player, все це містилось на Having a Rave Up with The Yardbirds, єдиному їхньому американському альбомі, на якому Бек «став сизокрилим гітарним героєм». «Heart Full of Soul» (червень 1965) був хітовим синглом обумовлений спотворено-фузовим гітарним рифом, яким Бек намагався імітувати дзижчання ситари, який «ніс енергію нової сцени»[на чию думку?] і сповістив про прибуття нових східних звуків.
Kinks також включали гітари для імітації дзижчання індійської музики на «See My Friends», який лише через кілька тижнів також увійшов до топ-10 чарту. Пісня «The Beatles» «Norwegian Wood» з альбому Rubber Soul, який вийшов у грудні 1965 року, стала першим випущеним записом, на якому учасник західного рок-гурту грав на ситарі. Пісні зазвичай приписують те, що вона спричинила захоплення грою на ситарі в середині 1960-х років — тренд, який сприяв зростанню рага-року, коли екзотика Індії стала частиною суті психоделічного року. Автор Джордж Кейс вважає Rubber Soul одним з двох альбомів «Бітлз», які «позначили справжній початок психоделічної ери». Музичний критик Роберт Крістгау також писав, що «психоделія починається тут», а історик із Сан-Франциско Чарлз Перрі казав, що цей альбом став «саундтреком Гейт-Ешбері (Берклі) і всього кола», де пре-хіпі студенти визнавали, що на створення пісень їх надихали наркотики.
Низка каліфорнійських  фолкових артистів під впливом Byrds прийшли до фолк-року, принісши з собою свої психоделічні віяння, створивши в підсумку «сан-франциське звучання». Сан-франциська музична сцена розвинулася в пригороді міста Гейт-Ешбері в 1965 році під час підвальних шоу, організатором яких був Чет Гелмс з Family Dog Productions; і коли засновник Jefferson Airplane Марті Балін та інвестори того літа відкрили нічний клуб The Matrix й почали наймати його та інші місцеві гурти, такі як Grateful Dead, Steve Miller Band і Country Joe & the Fish. Гелмс і менеджер San Francisco Mime Troupe Білл Грем восени 1965 року організували більш масштабні мультимедійні общинні заходи/benefits за участю Airplane, Diggers і поета Аллена Гінзберга. До початку 1966 року Грем домігся бронювання в The Fillmore, а Гелмс на Avalon Ballroom, де психоделічні світлові шоу в приміщенні передавали візуальні ефекти психоделічного досвіду. Грем стане головною фігурою в поширенні психоделічного року, залучивши у The Fillmore найбільше головних тогочасних психоделічних рок-гуртів.
За словами Кевіна Т. Макіні, Grateful Dead «винайшли» кислотний рок перед натовпом глядачів у Сан-Хосе (Каліфорнія) 4 грудня 1965 року, коли відбувся другий Кислотний тест, організований письменником Кеном Кізі і Веселими бешкетниками. Їх виступ на сцені включав використання стробо-світла для відтворення таких ефектів ЛСД, як «сюрреалістична фрагментованість» або «яскраве відокремлення спійманих моментів». Експерименти Кислотних тестів згодом приведи в рух всю психоделічну субкультуру.

### 1966: зростання і рання популярність
—Melody Maker, October 1966
Музикознавець Вільям Екард пише, що в 1966 році «психоделічні наслідки», до яких призвели нещодавні рок-експерименти, "стали цілком очевидними й набули набагато більшого поширення, а до кінця року «більшість ключових елементів психоделічної актуальності були принаймні введені.» За словами Джима Дероґейтіса, серед дат народження психоделічного (або кислотного) року «найбільше називають 1966 рік». Музичні журналісти Піт Праун і Гарві П. Ньюквіст поміщають «пікові роки» психоделічного року між 1966 і 1969. 1966 рік ознаменувався значним зростанням висвітлення рок-музики в ЗМІ, оскільки відбулась переоцінка такої музики як нової форми мистецтва в тандемі зі зростанням психоделічного співтовариства.
У лютому і березні вийшли ще два сингли, які згодом досягли визнання, як перші психоделічні хіти: «Shapes of Things» гурту Yardbirds і «Eight Miles High» гурту Byrds. Перша з них досягла топ-10 у Великій Британії і топ-20 у США і продовжила дослідженням гітарних ефектів гуртом Yardbirds, гам, які звучали по-східному, і зміщенням ритмів, яке розпочалося з синглів 1965 року. Шляхом накладення гітари, Бек нашарував багато дублів на своє соло,, яке включало широке використання fuzz tone і гармонічного фідбеку. Тексти пісень Yardbirds, описані як «потік свідомості», були інтерпретовані як про-екологічні та антивоєнні. Вони стали першим британським гуртом, щодо пісні яких застосовано цей термін. Тим часом Byrds відійшли від свого раннього фолк-року, коли Роджер Макгінн на своїй 12-струнній гітарі Rickenbacker 360 почав інтерпретувати фрі-джаз (Колтрейна) і звучання гам індійської раґи (Шанкара). Була поширеною думка, що в текстах Byrds йдеться про вживання наркотиків, хоча в той час члени гурту це заперечували. «Eight Miles High» потрапила в топ-20 у США і в топ-30 у Великій Британії.
Потраплянню психоделії в поп-мейнстрим сприяв вихід Pet Sounds гурту Beach Boys (травень 1966) і Revolver Beatles (серпень 1966). Pet Sounds, який часто вважають одним з перших альбомів в каноні психоделічного року,, містить багато елементів, які увійдуть у психоделію, з його мистецькими експериментами, психоделічними текстами, заснованими на емоційних бажаннях і невпевненості в собі, вишуканими звуковими ефектами і новим звучанням як традиційних так і нетрадиційних інструментів. Пісня з цього альбому «I Just Wasn't Made for These Times» стала першим використанням терменвоксу на рок-записі. Науковець Філіп Ауслендер каже, що хоча психоделічну музику зазвичай не асоціюють з Beach Boys, але «дивні напрямки» і експерименти в Pet Sounds «нанесли все це на карту. …в принципі, щось на зразок відкриття дверей — не для гуртів, щоб ті сформувались або почали займатися музикою, але, звичайно, щоб стати настільки видимими, як скажімо, Jefferson Airplane або хтось подібний.» Подібно до Pet Sounds, Revolver досліджує музичні ландшафти, які неможливо відтворити на концерті, навіть з додаванням оркестру. Сторона Б синглу під назвою «Rain», яку Beatles записали в травні 1966 року під час сесій Revolver, стала першим поп-записом, який містить сторновані звуки. Вона повною мірою використовує розмаїття студійних видумок, таких як варіспід і зворотний запис на плівку, поєднавши їх з мелодією, що дзинчить, що ще раз підкреслює зростальний інтерес до не-західної музичної форми. Автор Саймон Філо вважає, що ця пісня є «народженням британського психоделічного року». Автор Стів Тернер визнає успіх Beatles у передачі надихнутого ЛСД світогляду на Revolver, особливо на «Tomorrow Never Knows», як такого, що «відкрив двері психоделічному (або кислотному) року».
В жовтні 1966 року техаський гурт The 13th Floor Elevators дебютував альбомом The Psychedelic Sounds of the 13th Floor Elevators. Вони стали першим гуртом, який рекламував себе саме як психоделічний рок, почавши робити це від кінця 1965 року. У жовтні 1966 року Beach Boys випустили сингл «Good Vibrations», що став ще однією ранньою піснею, яка містила психоделічні тексти і звучання. Після виходу сингл спричинив несподіване відродження терменвоксу та підвищення обізнаності в аналогових синтезаторах. Коли психоделія набула популярності, гармонії в стилі Beach Boys увійшли в новий психоделічний поп.

### 1967-69: продовження розвитку

#### Пік епохи
1967-й став роком, коли психоделічний рок набув широкої уваги засобів масової інформації та широкої аудиторії за межами місцевої психоделічної громади. Від 1967 до 1968 року психоделічний рок був переважаючим звучанням рок-музики, в химерному британському варіанті, а також важчому кислотному рокові американського західного узбережжя. Оскільки більшість артистів США ще не випускали платівок у Великій Британії, то більшість британських гуртів засновували своє звучання на тому, що вони просто читали або чули про психоделічну музику. В порівнянні з американською психоделією, британська психоделічна музика була часто більш мистецькою у своїх експериментах, і зазвичай ended to stick within pop song structures. У лютому 1967 року Beatles випустили сингл з подвійною стороною А «Strawberry Fields Forever» / «Penny Lane», який за словами Ієна Макдоналда  дав поштовх і «англійському поп-пасторальному настрою» характерному для таких гуртів, як Pink Floyd, Family, Traffic і Fairport Convention, і зацикленості надихнутої ЛСД англійської психоделії на «ностальгії за невинним баченням дитини». На думку Сімонеллі сингл Beatles закріпив романтизм, який був брендом гурту, як один із центральних елементів психоделічного року. Пісні гурту Pink Floyd «Arnold Layne» (березень 1967) і «See Emily Play» (червень 1967), написані Сідом Барреттом, допомогли встановити шаблон для британської поп-психоделії.

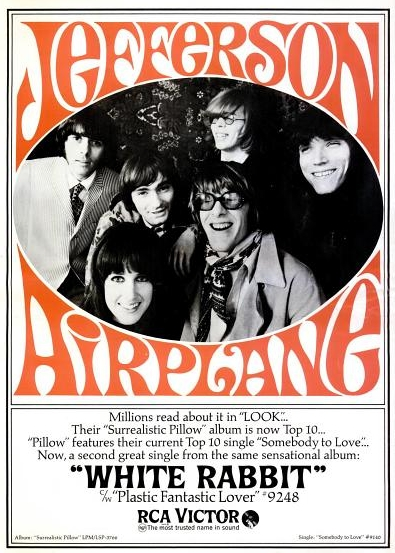
Плакат для пісні «White Rabbit» гурту Jefferson Airplane, текст якої описує сюрреалістичний світ, зображений у книзі Алісині пригоди у Дивокраї.

Альбом Surrealistic Pillow гурту Jefferson Airplane (лютий 1967 року) став першим альбомом, що з'явився в Сан-Франциско впродовж цієї ери, який своїми добрими продажами привернув увагу звукозаписної індустрії до музичної сцени міста: з нього вони взяли два з найбільш ранніх психоделічних хіт-синглів: «White Rabbit» і «Somebody to Love». Незабаром такі британські клуби, як UFO, Middle Earth, The Roundhouse, Country Club і Art Lab were drawing capacity audiences з психоделічним роком та новаторськими шоу рідкого світла. Головною фігурою в розвитку британської психоделії був американський промоутер і продюсер Джо Бойд, який переїхав до Лондона в 1966 році. Він був співзасновником таких закладів, як UFO, продюсував перший сингл Pink Floyd «Arnold Layne» і продовжував бути менеджером фолк і фолк-рок артистів, зокрема Ніка Дрейка, гуртів The Incredible String Band і Fairport Convention.
Популярність психоделічного року зросла після успіху Поп-фестивалю в Монтереї і виходу альбому Beatles Sgt. Pepper's Lonely Hearts Club Band того самого червневого тижня. Цей альбом був першою комерційно успішною роботою, яку критики оголосили як знаковий аспект психоделії, а масова популярність «Бітлз» означала, що альбом буде грати практично скрізь. Літо любові 1967 року зібрало в Гейт-Ешбері (район Сан-Франциско) величезну кількість молодих людей зі всієї Америки і всього світу, збільшивши чисельність тутешнього населення на цей період від 15 000 до близько 100000. Йому передувала подія Human Be-In в березні, а досягло свого піку це все на Монтерейському поп-фестивалі в червні. Останній допоміг перетворити на визначних американських зірок Дженіс Джоплін, солістку Big Brother and the Holding Company, Джимі Гендрікса, а також Who. Вже наявні представники «Британського вторгнення» тепер приєдналися до психоделічної революції, зокрема Ерік Бердон (раніше The Animals) і The Who, чий альбом The Who Sell Out (грудень 1967) включав психоделізовані пісні «I Can See for Miles» і «Armenia City in the Sky». Альбом гурту The Incredible String Band під назвою The 5000 Spirits or the Layers of the Onion (липень 1967) розвинув їхню фолк-музику в повністю розквітлу психоделію, яка чинитиме істотний вплив на психоделічний рок.
За словами автора Едварда Макана, зрештою існувало три окремих крила британської психоделічної музики. Перше ґрунтувалось на важкому, електричному переосмисленні блюзу у виконанні The Rolling Stones, а також гітариста Піта Таунсенда з The Who, який був піонером power chord. Серед подібних гуртів найпомітнішими були Cream, Yardbirds і Гендрікс.  Друге крило розвинулося під сильним впливом джазових джерел. Основними його представниками на початку руху були Colosseum, If, а також кентерберійська сцена, очолюваної Soft Machine і Caravan. Їхня музика була значно складнішою, ніж підхід Cream/Гендрікса/Yardbirds. Третє крило представляли The Moody Blues, Пінк Флойд і The Nice, які, на відміну від двох інших крил, перебували під впливом пізніх Beatles. Кілька англійських психоделічних гуртів розвинули певні риси звучання «Sgt. Pepper» Beatles і пішли в цьому напрямку далі, ніж самі Beatles та інші тогочасні психоделічні гурти західного узбережжя.

#### Міжнародні варіанти
США і Велика Британія були головними центрами психоделічної музики, але й інші сцени пізніх 1960-х років почали розвиватися по всьому світі, включаючи Європу, Австралію, Азію, Південну і Центральну Америки. Наприкінці 1960-х психоделічні сцени розвинулися в багатьох країнах континентальної Європи, включаючи Нідерланди з такими гуртами як The Outsiders, Данію, де першими в цьому напрямку були Steppeulvene, та Німеччину, де музиканти почали змішувати психоделію з електронним авангардом. 1968 року в Ессені відбувся перший великий фестиваль німецького року, а в Берліні Ганс-Йоахім Роделіус і Конрад Шніцлер заснували Zodiak Free Arts Lab і допомогли досягнути культового статусу таким гуртам, як Tangerine Dream і Amon Düül.
Піонерами процвітаючої психоделічної музики в Камбоджі, яка виникла під впливом психоделічного року і соулу в ефірі радіо американських військ у В'єтнамі, були такі артисти, як Сінн Сисамут і Рос Серейсотея. У Південній Кореї Shin Jung-hyeon, якого часто вважають хрещеним батьком корейського року, грав психоделізовану музику для американських солдатів, розквартированих у країні. Орієнтуючись на Shin Jung-hyeon, гурт Sanulrim (гірське відлуння) часто поєднував психоделічний рок зі звучанням народної музики. У Туреччині представник анатолійського року Еркін Корай змішав класичну турецьку музику і близькосхідні теми у своєму психоделізованому рокові, допомігши заснувати турецьку рок-сцену з такими артистами, як Джем Караджа, Moğollar і Бариш Манчо. У Бразилії в рамках руху Тропікалія злилися бразильські та африканські ритми з психоделічним роком. Серед музикантів, які були частиною руху: Каетано Велозо, Жілберту Жіл, Os Mutantes, Гал Коста, Том Зе, а також поет-пісенник Торквату Нету. Всі вони взяли участь у створенні альбому 1968 року Tropicália: ou Panis et Circencis, який став їхнім музичним маніфестом.

### 1969-71: зменшення популярності

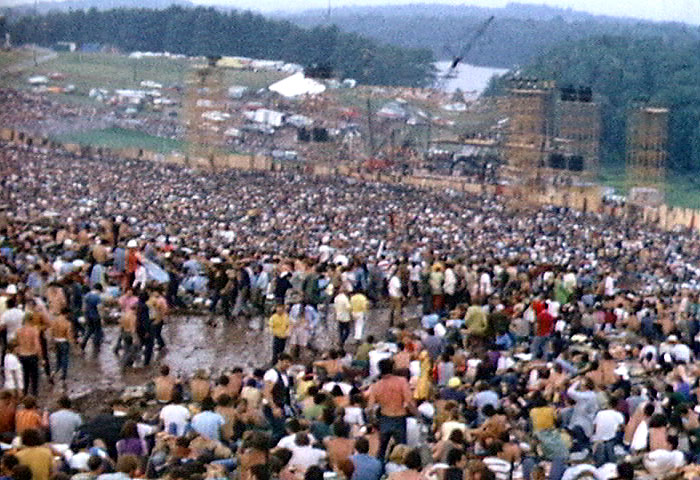
Сцена фестивалю Вудсток, 1969 рік

До кінця 1960-х років популярність психоделічного року знижувалася. Піком психоделічніх прагнень став фестиваль Вудсток 1969, у якому взяли участь більшість головних представників психоделічного року, зокрема Джимі Гендрікс, Jefferson Airplane і Grateful Dead. 1966 року ЛСД поставлено поза межі закону в США і Великій Британії. 1969 року Чарлз Менсон і його Manson Family скоїли вбивства Шерон Тейт та Лено і Розмарі Лаб'янка. За їхніми твердженнями, на це їх надихнули бітлівські пісні, такі як «Helter Skelter». Цей випадок розглядають як внесок у послаблення руху хіпі. Наприкінці того ж року недоброї слави зажив Алтамонтський безкоштовний концерт в Каліфорнії, гедлайнерами якого був гурт Rolling Stones. На ньому охоронець Пекельних янголів завдав смертельного ножового поранення чорношкірому підліткові Мередіту Гантеру.
Браян Вілсон з Beach Boys, Браян Джонс з Rolling Stones, Пітер Грін та Денні Кірван з Fleetwood Mac і Сід Барретт з Pink Floyd стали першими «кислотними жертвами», допомігши змістити фокус з відповідних гуртів, лідерами яких вони були. Деякі гурти, такі як Jimi Hendrix Experience і Cream, розпались. Гендрікс помер у Лондоні у вересні 1970 року, невдовзі після запису Band of Gypsys (1970). Дженіс Джоплін померла від передозування героїну в жовтні 1970 року і за нею був Джим Моррісон з Doors, який помер у Парижі в липні 1971 року. До цього моменту багато артистів, які вижили, відійшли від психоделії, або повернувшись назад до основ у вигляді рутс-року, або до традиційного і витівкуватого фолку, або до ширших експериментів прогресивного року, або до заснованого на рифах важкого року.

## Найвідоміші виконавці

### The 13th Floor Elevators
The 13th Floor Elevators були першим гуртом, яка назвали свою музику психоделічним роком.

### Pink Floyd
Найвідоміший і найтиповіший представник стилю. Дискографію Pink Floyd можна вважати дуже добрим і якісним збірником психоделіки.

### The Beatles
Один з перших всесвітньовідомих гуртів, що експериментував у цьому напрямку. Особливо характерні деякі композиції з альбомів:

- Rubber Soul (1965) — Norwegian Wood (використання індійських музичних інструментів);
- Revolver (1966) — Love You Too (ритм задають східними музичними інструментами), Tomorrow Never Knows (ламаний ритм, незвичайні звуки, які прокручують наче задом наперед);
- Sgt Pepper's Lonely Hearts Club Band (1967) — Lucy In The Sky With Diamonds (одна з найкращих пісень The Beatles такого стилю, її намагалися наслідувати та переспівувати майже всі тогочасні групи), остання пісня «A Day in the Life» (незвичайне звучання клавішних і дивні слова);
- Magical Mystery Tour (1967)

### The Doors
у виконанні присутні типові елементи психоделічних пісень: спокійний інструментальний вступ, поступове нарощування ритму і голосу, вибух посередині, нелогічні тексти, вигуки і ніби погасання у кінці композиції[джерело?]
- The Doors (1967) — 13-хвилинна композиція «The End»;
- платівка Strange Days (1967)

## Аудіоприклад
Tomorrow Never Knowsⓘ

## Нотатки
1. ↑  Their keyboardist, Bruce Johnston, would go on to join the Beach Boys in 1965. He would recall: "[LSD is] something I've never thought about and never done."[12]
2. ↑  According to Stewart Hope, Graham was "the key early figure ... Influential but without much commercial impact, Graham's mix of folk, blues, jazz, and eastern scales backed on his solo albums with bass and drums was a precursor to and ultimately an integral part of the folk rock movement of the later sixties. ... It would be difficult to underestimate Graham's influence on the growth of hard drug use in British counterculture."[15]
3. ↑  The growth of underground culture in Britain was facilitated by the emergence of alternative weekly publications like IT (International Times) and OZ magazine which featured psychedelic and progressive music together with the counterculture lifestyle, which involved long hair, and the wearing of wild shirts from shops like Mr Fish, Granny Takes a Trip and old military uniforms from Carnaby Street (Soho) and Kings Road (Chelsea) boutiques.[18]
4. ↑  In the song's lyric, the narrator requests: "Take me on a trip upon your magic swirling ship".[8] Whether this was intended as a drug reference was unclear, but the line would enter rock music when the song was a hit for the Byrds later in the year.[8] Dylan indicated that he had smoked cannabis, but has denied using hard drugs. Nevertheless, his lyrics would continue to contain apparent drug references.
5. ↑  While Beck's influence had been Ravi Shankar records,[26] the Kinks' Ray Davies was inspired during a trip to Bombay, where he heard the early morning chanting of Indian fisherman.[27] The Byrds were also delving into the raga sound by late 1965, their «music of choice» being Coltrane and Shankar records.[28] That summer they had shared their enthusiasm for Shankar's music and its transcendental qualities with George Harrison and John Lennon, during a group acid trip in Los Angeles.[29] The sitar and its attending spiritual philosophies became a lifelong pursuit for Harrison, as he and Shankar would «elevate Indian music and culture to mainstream consciousness».[30]
6. ↑  Previously, Indian instrumentation had been included in Ken Thorne's orchestral score for the band's Help! film soundtrack.[25]
7. ↑  The other being their August 1966 follow-up Revolver.[32]
8. ↑  Particularly prominent[на чию думку?] products of the scene were The Grateful Dead (who had effectively become the house band of the Acid Tests),[35] Country Joe and the Fish, The Great Society, Big Brother and the Holding Company, The Charlatans, Moby Grape, Quicksilver Messenger Service and Jefferson Airplane.[7]
9. ↑  When this proved too small he took over Winterland and then the Fillmore West (in San Francisco) and the Fillmore East (in New York City), where the major rock artists, from both the US and the UK, came to play.[40]
10. ↑  Writing in Revolution in the Head: The Beatles' Records and the Sixties, Beatles' historian Ian MacDonald notes that Paul McCartney's guitar solo on "Taxman" from Revolver "goes far beyond anything in the Indian style Harrison had done on guitar, the probable inspiration being Jeff Beck's ground-breaking solo on the Yardbirds' astonishing 'Shapes of Things'".[47]
11. ↑  The result of this directness was limited airplay, and there was a similar reaction when Dylan, who had also electrified to produce his own brand of folk rock, released "Rainy Day Women ♯ 12 & 35" (April 1966), with its repeating chorus of "Everybody must get stoned!".[54]
12. ↑  Brian Boyd of The Irish Times credits the Byrds' Fifth Dimension (July 1966) with being the first psychedelic album.[55]
13. ↑  The term was first used in print in the Austin American Statesman in an article about the band titled "Unique Elevators shine with psychedelic rock", dated 10 February 1966.[4] Wondering Sound contributor Rachael Maddux writes that even though Pet Sounds and Psychedelic Sounds are considered early psychedelic rock albums, there are «obvious differences» in their music: «Even the album covers are a study in contrasts.»[61]
14. ↑  Before 1967, British media outlets for psychedelic culture were limited to stations like Radio Luxembourg and pirate radio like Radio London, particularly the programmes hosted by DJ John Peel.[66]